# Jolin Tsai
Jolin Tsai (egyszerűsített kínai írásjegyekkel: 蔡依林，pinjin átírással: Cài Yīlín, magyaros átírással: Caj Ji-lin; Hszinpej, 1980. szeptember 15. – ) tajvani származású énekesnő, a mandopop, azaz a mandarin nyelven előadott zeneműfaj egyik legsikeresebb előadója. Jolin Tsait a Golden Melody Awards díjátadón 2007-ben a Dancing Diva című albumáért a mandarin nyelvű zene kategóriájában a legjobb énekesnő, valamint a legnépszerűbb női előadó díjával tüntették ki.

## Korai évek
Jolin Tsai introvertált és félénk gyermek volt.[forrás?] Édesanyja korán meglátta benne a tanulásra való hajlamot, ezért matematika különórákra íratta be lányát.[forrás?] A kislány az órákon a vártnál sokkal jobban teljesített.[forrás?] Az általános iskolás évei alatt osztályának legjobb három tanulójának egyike volt.[forrás?] Eredményei lehetővé tették, hogy bekerüljön a Csingmej (Jingmei) Leány Gimnáziumba, majd a gimnázium elvégzése után a Fu Zsen Katolikus Egyetem, ahol angol szakon diplomázott.
Tsai már gyermekkorában foglalkozott az énekléssel, olyan előadók dalait tanulta meg, mint Teresa Teng és Faye Wong.

## Pályafutása

### 1998–2001: Universal Music
Jolin Tsai először 18 évesen vett részt zenei vetélkedőn, az MTV által rendezett dalversenyen Whitney Houston Greatest Love of All című dalával nyert. Ezután a Universal Music kiadó szerződtette le.
1999 júliusában jelent meg első dala, a Living with the World(和世界作邻居). A dal CD-jét szupermarketekben is értékesítették. A dal sikerének köszönhetően jelenhetett meg Tsai első albuma, a Jolin 1019 1999 szeptemberében, mely azonnal sztárrá avanzsálta az énekesnőt. A Jolin 1019 Ázsiában mintegy 400 ezer példányban kelt el. 2000 májusában jelent meg második albuma a Don't Stop.
A harmadik album a Show Your Love kiadásával Tsai imázst változtatott. 21 évesen a korábbiaknál egy sokkal érettebb albummal jelentkezett. Ez az album azonban korántsem volt akkora siker, mint az előző kettő. Negyedik albuma a Lucky Number sem tudta visszaszerezni korábbi népszerűségét. 2001 végén Tsai felbontotta szerződését az Universal Music-kal.

### 2002–2006: SONY BMG
Tsai leszerződött a Sony Music kiadóhoz, mely nagyot lendített karrierjén. A Spirit of the Knight (骑士精神) című első dalát a popikon Jay Chou komponálta, a dal hatalmas sláger lett. Ezt követően jelent meg a pályafutásában mérföldkövet jelentő album a Magic (看我七十二遍), mely több, mint három hónapon keresztül vezette a tajvani album eladási listákat, egyedül Tajvanon több, mint 300 ezer, Ázsiában pedig több, mint egy millió példányban fogyott.[forrás?] Az albumon megtalálható Jolin több nagy slágere is: See My 72 Changes (看我七十二遍), Say Love You (说爱你), valamint a Prague Square (布拉格广场). Az album több dalát is Jay Chou írta, akiről akkoriban a média azt terjesztette, hogy együtt Tsai párja. Az album dalai egy táncorientáltabb vonalat képviselnek.
Tsai hatodik albuma a Castle (城堡) ugyancsak hatalmas siker lett, egész Ázsiában vezette a toplistákat. Ennek az albumnak a készítésében is közreműködött Chou. Az It's love (就是爱), valamint a Chou tollából származó Rewind (倒带) Tsai mindmáig legnagyobb slágerei közé tartoznak. Még a Castle album megjelenése előtt kiadta kislemezen a Pirates (海盗) című dalt (szintén Chou szerzeménye), melyet koncert formában is előadott a híres tajpeji szórakozónegyedben, Hszimen Tingben (Ximen Dingben). A dalhoz elkészítette továbbá a kínai zenetörténelem egyik legdrágább videóklipjét.[forrás?]
A Castle és a következő album között Tsai megjelentetett egy remix albumot J9 New+Party Collection címen. Ezen két új dal is található, közülük az egyik a híres slágere, a Signature Pose (专牌动作).
2005. április 25-én megjelent Jolin Tsai hetedik albuma a J Game. Az album Hongkongban, Malajziában, Kínában, és Szingapúrban is a slágerlisták élére került.[forrás?] Tajvanon a 2005-ös év legsikeresebb albuma lett,[forrás?] valamint Ázsiában mintegy egy hónap alatt több, mint egy millió példányban kelt el.[forrás?] Az albumon hiphop, tánc dalok, valamint balladák egyaránt megtalálhatóak. Jolin szakított társszerzőjével, Jay Chou-val, de ez lehetővé tette számára, hogy olyan zenészekkel dolgozhasson együtt, mint például a másik nagy tajvani sztár Wang Lee-hom. Wang az Exclusive Myth (独占神话)című dalt írta Jolin számára. Az albumról kislemez formában megjelent első dal a Barbaric Game (野蛮游戏) egész Ázsiában vezette a toplistákat.[forrás?] Ezeken kívül olyan slágerek szerepelnek még az albumon, mint a The Greek Girl next to the Wishing Pond (许愿池的希腊少女) (ezt a dalt a híres hongkongi énekesnő Ivana Wong írta), a Sky (天空), a Repeat Signs (反覆记号), az I really miss You (好想你), és az Eyes Half Shut (睁一支眼闭一支眼).
2005 végén Tsai megjelentette J1 Live című koncert DVD-jét. A DVD a 2004 éves tajpeji koncertjének felvételeit tartalmazza, ahol olyan vendégsztárok is szerepeltek, mint Jay Chou és Show Luo.
2006 elején lehetett először arról hallanni, hogy Jolin Tsai otthagyja a Sony BMG kiadót és leszerződik a Capitol Records EMI-hoz. A 2006-os évi MTV Asia Awards díjkiosztón előadta az új album címadó dalát a Dancing Diva-t (舞娘). A díjkiosztón megnyerte a Stílus Díj-at zenéje egész Ázsiára való hatásának elismeréseképpen.
2006 májusában megjelentette dupla válogatáslemezét a J-Top-ot. A válogatás melléklete egy DVD volt, mely új és korábban kiadatlan videóklipeket valamint egy Jolin Sony BMG-nél való pályafutásáról készült 70 perces videót tartalmazott.

### 2006-tól napjainkig
A Dancing Diva (舞娘) album 2006. május 12-én jelent meg. Tsai legnagyobb sikerévé vált, mivel egész Ázsiában több, mint két millió példányban kelt el. Az album olyan táncdalokat tartalmaz, mint a Pulchritude (完美) vagy a Mr. Q. Az albumon szerepel továbbá Ázsia 2006-os évének két legnagyobb slágere[forrás?] a A Wonder in Madrid (马德里不思议) (melynek videóklipjét a Szentendrén forgatták), és a Pretence (假装). A Nice Guy (乖乖牌) című dal Tsai és Stanley Huang közös szerzeménye.
2006 őszén Tsai megkezdte Dancing Forever World Tour koncertturnéját. A hatalmas hongkongi nyitókoncerten (mely éppen az énekesnő születésnapjára esett) több nagy sztár is vendégszerepelt (a hongkongi Eason Chan, valamint a tajvani Rainie Yang és Show Luo). Show Luo a turné több állomásán is megjelent.
Tsai 2006 októberében megjelentetett egy újabb albumot Dancing Forever (唯舞独尊) címmel. Az album két CD-t és egy DVD-t tartalmazott. Az első CD-n új dalok, Sandy Lam- és Faye Wong-feldolgozások, példaképével és mentorával, David Tao-val közösen énekelt duett, a Marry Me Today (今天你要嫁给我) valamint kantoni és tajvan nyelven előadott dalok szerepelnek. A második CD-n a Dancing Diva három táncdalának remixe található, a DVD pedig egy nyári kaohsiungi koncertfelvételt tartalmaz.
Egy hónappal később a Sony kiadó megjelentette a Jolin Favorite Live Concert Selection című koncertválogatást, de remixek is találhatóak rajta.
A Dancing Diva a 2006-os év legsikeresebb tajvani albuma lett,[forrás?] a kínai nyelvű eladott albumok 4,26%-át tette ki. Megelőzte Jay Chou Still Fantasy című albumát is, mely 3,50%-ot tudott elkönyvelni. A Dancing Diva, a Pretence valamint a Wonder in Madrid több díjat is nyert 2006 végén és 2007 elején.
2007. június 8-án Tsai kiadta az Acquired Talent (地才) című DVD-, fotó- és poszteralbumát, mely legutóbbi világkörüli turnéjának útját, valamint a turnéra való készülődés munkálatait mutatja be. A DVD a tajvani audio/video eladási lista első helyén nyitott, és tizenhárom héten át meg is tartotta ezen pozícióját.[forrás?]
2006 június 16-án Tsai megnyerte a legrangosabb tajvani díjkiosztó a Golden Melody Awards (18.) nagydíját. Ő lett a legjobb énekesnő, valamint David Tao-val közösen énekelt dala megkapta a Legjobb Dal díját. Az, hogy neki ítélték a Legjobb Énekesnő-nek járó díjat, némi kritikát is kiváltott, miszerint vetélytársai A-Mei, Sandy, Angela Chang, vagy Penny Tai jobb és technikásabb hanggal rendelkeznek.[forrás?]
Jolin legújabb Capitol Recordsnál készített albumának megjelenése előtt pár nappal, a Sony BMG kiadott egy három CD-ből álló válogatást Jolin's Final Wonderland címmel. A válogatás az énekesnő Sony kiadónál készített dalait tartalmazza, a dalok a három CD-n külön szerepelnek táncdalok, könnyed dalok és balladák cím alatt. A válogatáshoz mellékeltek egy 22 zenei videót tartalmazó DVD-t, valamint egy 52 oldalas fotóalbumot is.
Jolin második albuma a Capitol Recordsnál, az Agent J (特务J) 2007. szeptember 21-én jelent meg. Az album tizenegy dalt és egy Let's Move it című bónusz számot (melyet a japán Toyota cég használt fel reklámhirdetéséhez) tartalmazott. Az album különkiadásához egy 70 perces zenés film is készült, melyet három helyszínen, Franciaországban, Londonban és Bangkokban forgattak. Az 50 millió tajvani dollár költségvetésű filmben Jolin főszereplőként J ügynököt játssza, rajta kívül olyan sztárokat láthatunk, mint a koreai Kim Jae Won, valamint a hongkongi Stephen Fung és Carl Ng. A film készítése alatt Jolin új táncstílusokat (mint például oszlop-tánc) is megtanult. Az album slágerei a címadó Agent J (特务J), az Alone (一个人), a Fear Free (怕什么), a Bravo Lover, és a Golden Triangle (金三角).
A tajvani g-music statisztikái szerint az új album megjelenésének első hetében az album eladások mintegy 45%-át tette ki.[forrás?] Valamint két héten át vezette az eladási listát.[forrás?] Tsai az albumnak továbbá két külön kiadását jelentette meg, az egyik a Champion Special Edition (10 videóklippel, 4 táncinstrukcióval, és a Bravo Lover feldolgozásával), a másik a No.1 Special Celebration Edition (a Let's move it videóklippel és az Agent J koncertfelvételeivel, ahol megjelenik a Golden Melody díjkiosztó legjobb férfi előadója, a tajvani hiphopegyüttes, a Machi frontembere Nicky Lee is.
Tsai közreműködött Kylie Minogue In my arms című dalának munkálataiban, mely dal megjelent Kylie X című albumának ázsiai kiadásán. Kylie meghívta Tsait White Diamond című mozifilmjének bemutatójára, ahol Tsai egy jáde karkötőt valamint legújabb CD-jét ajándékozta Kylie-nak.

## Diszkográfia
Jolin Tsai albumai időrendi sorrendben
- 1999 szeptember: 1019
- 2000 május: Don't Stop
- 2000 december: Show Your Love
- 2001 július: Lucky Number
- 2003 március: 看我七十二變 (angol: Magic)
- 2004 február: 城堡 (angol: Castle)
- 2005 április: J-Game
- 2006 május: 舞娘 (angol: Dancing Diva)
- 2007 szeptember: 特務J (angol: Agent J)
- 2009 október: 花蝴蝶 (angol: Butterfly)
- 2010 augusztus: Myself
- 2012 szeptember: Muse
- 2014 december: 呸 (angol: Play)